# Fabienne Winckel
Pour les articles homonymes, voir Winckel.
Fabienne J.J.G. Winckel, née à Nivelles le 14 décembre 1975 est une femme politique belge, membre du PS.

## Carrière
Après avoir décroché une régence en Français et Histoire et une licence en Psychologie, Fabienne ne s’est jamais trop éloignée du milieu scolaire et académique puisqu’elle a d’abord enseigné pendant trois années et travaillé pendant deux années comme chercheuse à l’Université de Mons ainsi que deux années comme fonctionnaire au Service général du Pilotage du Système éducatif. Elle a ensuite travaillé dans différents cabinets ministériels ainsi qu’à la Ville de Binche comme chef de cabinet.
En 2010, elle est élue Sénatrice et s’investit dans les matières sociales (création d'emplois, défense des travailleurs, protection des consommateurs).
Élue Échevine à Soignies en 2012, elle mène des actions concrètes pour l'amélioration de la qualité de vie des citoyens.
À la suite des élections du 25 mai 2014, elle devient Députée fédérale et siège désormais dans la commission de l’Économie, de la Politique scientifique, de l’Éducation, des Institutions scientifiques et culturelles nationales, des Classes moyennes et de l’Agriculture. Elle est par ailleurs Présidente du Comité d’Avis pour l’Émancipation sociale.
Le 27 décembre 2017, Fabienne devient la première femme Bourgmestre de la Ville de Soignies.

## Fonctions politiques
- Attachée (Communauté française)
- 2008-2010 : Cheffe de cabinet (Bourgmestre de Binche)
- Depuis le 13 juin 2010 à 2014 : Sénatrice
- Depuis le 3 décembre 2012 : Echevine à la Ville de Soignies [1]
- Depuis le 25 mai 2014 : Députée fédérale [2]
- Depuis le 27 décembre 2017 : Bourgmestre de la Ville de Soignies